# Vaggbräde

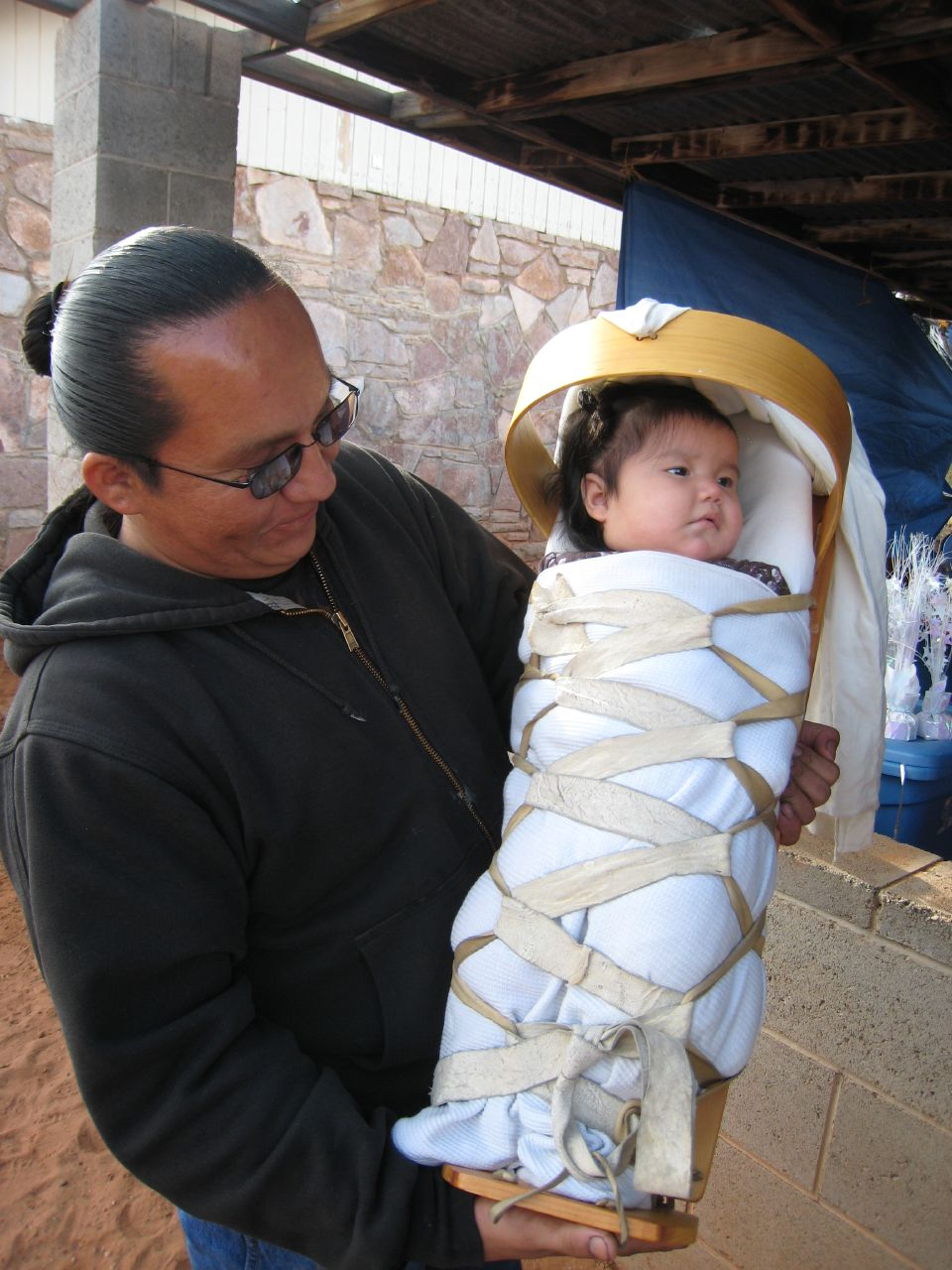
Ett vaggbräde i navajostil

Ett vaggbräde (cheyenne: pâhoešestôtse, nordsamiska: gietkka, skoltsamiska: ǩiõtkâm) är en traditionell skyddande bäranordning för småbarn som användes av många indianfolk i Nordamerika och av samer i norra Skandinavien. Olika kulturer använde olika hantverksmetoder för att tillverka vaggbräden. Vissa indianer i Nordamerika använder fortfarande vaggbräden.
De samiska typerna av väggbräden kallas vanligen komsio, komse eller giettka.